# Black & White (videogioco)
Black & White è un videogioco strategico in tempo reale sviluppato dalla Lionhead Studios e pubblicato dalla Electronic Arts con la Feral Interactive nel 2001.

## Modalità di gioco
Si tratta di un videogioco di divinità, con diversi elementi tipici del videogioco d'azione: il giocatore interpreta il ruolo di un dio che sorveglia un'isola popolata di tribù (Giapponesi, Tibetani, Greci, Aztechi, Pellirosse, Celti, Scandinavi ed Egizi). Il gioco presenta un mondo con paesaggio unità e strutture 3D, con elementi di magia, strategia ed elementi di combattimento con "creature animali" enormi;
Il giocatore manifesta il suo controllo tramite una mano che muovendosi sullo schermo può interagire con gli abitanti dell'isola. La mano consente di spostare oggetti, svegliare i personaggi, eseguire miracoli e altre azioni. L'utilizzo della tastiera è ridotto al minimo indispensabile, sostituito da movimenti del mouse che permettono di eseguire tutte le operazioni necessarie allo svolgimento del videogioco. Nel corso del gioco il giocatore può decidere se effettuare o meno determinate azioni: le sue scelte vanno a modificare il karma, identificando così la divinità interpretata come buona o malvagia.
La bontà o la malvagità della divinità si rispecchia visivamente nella mano che permette di interagire con il mondo circostante ma anche in alcuni aspetti legati al gioco stesso: se si è una divinità malvagia eseguire miracoli di cura ad esempio richiede più energia magica.

## Accoglienza

### Eredità
Del titolo è stata nel 2002 realizzata un'espansione: Black & White: Creature Isle e un seguito detto Black & White 2, nel 2005.